# Farid al-Atrash

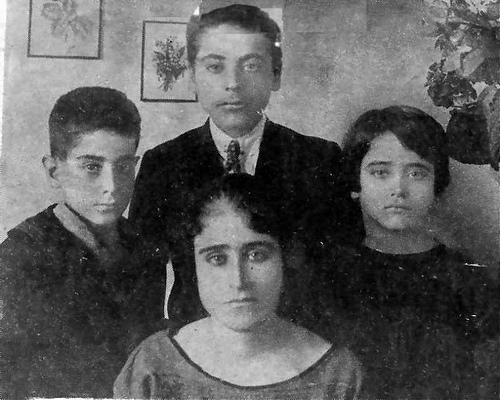
Farid (links) met zijn moeder, broer Fuad en zus Asmahan.

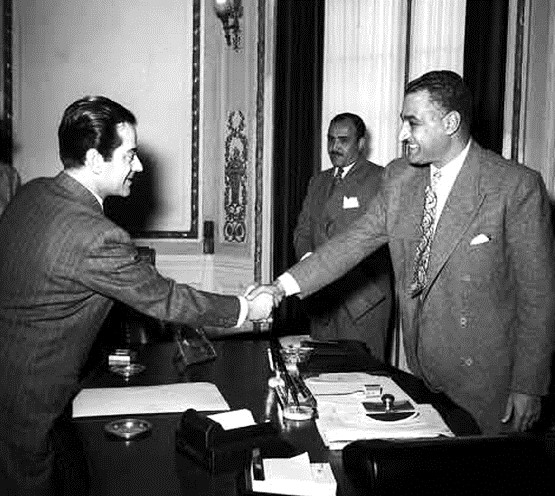
Farid (links) ontmoet de Egyptische president Gamal Abdel Nasser, 1955.

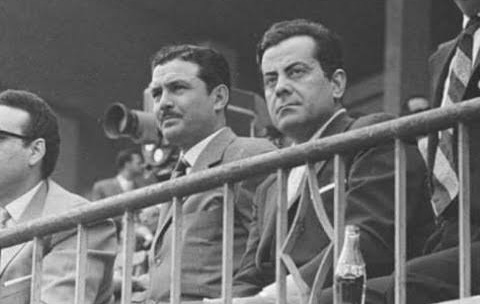
Farid (rechts) met de Egyptische acteur en filmregisseur Salah Zulfikar, 1961.

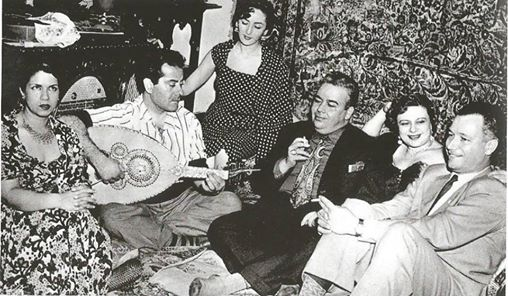
Farid (tweede van links) spelend op een oed, 1967.

Farid al-Atrash (Arabisch: فريد الأطرش) (As-Suwayda, 21 april 1910 - Beiroet, 26 december 1974), ook geschreven als Farid El-Atrache, was een Syrisch-Egyptische componist, zanger en acteur. In totaal nam hij circa 500 liederen op en was hij in 31 films te zien.

## Vroege jaren
Al-Atrash werd geboren in een Druzisch gezin. Zijn moeder kwam uit de Libanese stad Hasbeya, zijn vader uit de Syrische plaats As-Suwayda en behoorde toe tot de al-Atrash-clan, in Syrië bekend om zijn rol in de strijd tegen de Franse bezetting.
Als kind emigreerde hij met zijn moeder, broer en zusje Asmahan naar Egypte, waarna ze door de regering werden genaturaliseerd tot staatsburgers. In Caïro woonde het gezin in een bescheiden appartement in een bescheiden buurt. Al-Atrash' moeder waste en naaide om het gezin te onderhouden, en kon goed zingen en oed spelen. De kinderen gingen naar een Franse katholieke school.

## Carrière
Later studeerde al-Atrash aan het conservatorium van Egypte en ging hij in de leer bij talloze muzikanten. In de jaren '30 begon zijn professionele zangcarrière. Ook werd hij ingehuurd als oedspeler. Asmahan was eveneens een getalenteerde zangeres en een tijdje werkten ze samen, voor film en muziek. In het begin van hun carrières werd al-Atrash aanvankelijk overschaduwd door het talent van zijn zusje. Uiteindelijk groeide al-Atrash uit tot een veel grotere ster door de plotselinge, mysterieuze dood van Asmahan.
Decennialang had al-Atrash een kleurrijke carrière, zowel in de muziek- als filmindustrie. Hij componeerde diverse liederen, waarbij hij altijd trouw bleef aan de Arabische muziekprincipes. Hoewel de meeste van zijn composities romantische liefdesliedjes waren, componeerde hij ook verschillende patriottische en religieuze liederen. In veel van zijn liedjes, en bijna al zijn concerten, zong al-Atrash een mawwal. Deze improvisaties duurden soms wel 15 minuten.
Van 1941 tot 1974 speelde al-Atrash in 31 Egyptische muziekfilms. Zijn laatste film, Nagham Fi Hayati (نغم في حياتي; 'Liederen in mijn leven') werd na zijn dood uitgebracht. Op zijn laatste twee na, waren al zijn films in het zwart-wit. Deze varieerden van komedies tot drama's, of een combinatie daarvan. Al-Atrash componeerde alle muziek in zijn films, inclusief de liederen die door andere zangers gezongen werden. Zijn eerdere films bevatten soms tien nummers, zijn latere circa vijf.

## Privéleven
Het succes bracht de jonge al-Atrash een levensstijl van nachtclubs, liefdesaffaires en gokken. Al snel had hij schulden en werd hij in de steek gelaten door zijn afkeurende moeder. Tijdens deze moeilijke periode van zijn leven kreeg al-Atrash ook de dood van zijn zus en collega-artiest Asmahan te verwerken. Hij vond troost in een relatie met een buikdanseres, maar weigerde te trouwen. Hij was immers van mening dat het huwelijk de kunst doodt. Later kreeg hij oog voor Narriman Sadik, de laatste koningin van Egypte. Hoewel ze - na de staatsgreep - van koning Faroek scheidde, zag ze niets in een relatie met al-Atrash. Mogelijk accepteerde haar familie hem niet. Al-Atrash raakte vervolgens in een langdurige depressie en begon gezondheidsproblemen te krijgen die alsmaar verergerden.
De laatste dertig jaar van zijn leven leed al-Atrash aan hartproblemen. In de laatste paar jaar van zijn leven werd hij fysiek dunner en zijn zangstem rasperig. Hoewel hij worstelde met zijn gezondheid, bleef hij tot aan zijn dood films produceren en optredens geven.
Op 26 december 1974, na een kort ziekbed van slechts enkele dagen, overleed al-Atrash op 64-jarige leeftijd. Hij werd begraven in Caïro, naast zijn zus.

## Filmografie
- Entesar el chabab (1941)
- Ahlam el chabab (1943)
- Shahr el asal (1946)
- Ma akdarshi (1946)
- Gamal wa Dalal (1946)
- Bolbol effendi (1946)
- Habib al omr (1947)
- Ahebbak inta (1949)
- Afrita hanem (1949)
- Akher kedba (1950)
- Taa la salim (1951)
- Ma takulshi la hada (1952)
- Lahn al khouloud (1952)
- Ayza atgawwez (1952)
- Lahn hubi (1954)
- Risalat Gharam (1954)
- Ahdil Hawa (1955)
- Oussit Hobi (1955)
- Izhay ansak (1956)
- Wadda'tu hubbak (1957)
- Inta habibi (1957)
- Maleesh Gheirak (1958)
- Min agl Hobbi (1960)
- Shatie el hub (1961)
- Yomun bala ghaden (1962)
- Ressalah min emraa maghoula (1963)
- Hikayet el omr kulluh (1965)
- Khouroug min el guana, El (1967)
- Hob al kabir, -Al (1969)
- Zaman Ya Hob (1973)
- Nagham Fi Hayati (1974)